# Gambia en los Juegos Paralímpicos de Río de Janeiro 2016
Gambia estuvo representada en los Juegos Paralímpicos de Río de Janeiro 2016 por un deportista masculino. El equipo paralímpico gambiano no obtuvo ninguna medalla en estos Juegos.